# Acordo Turco-Líbio sobre a Delimitação de Fronteiras Marítimas

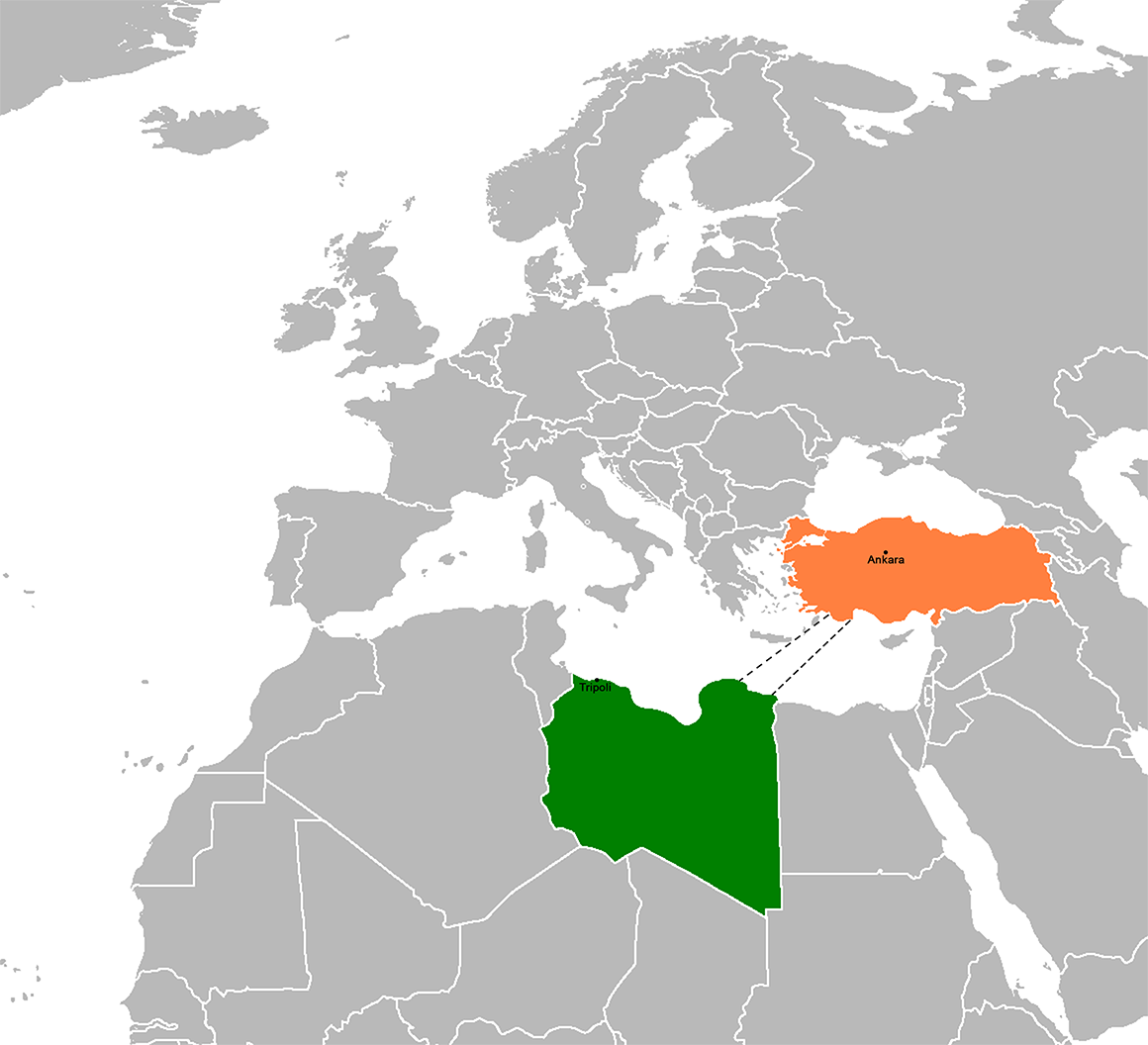
Mapa do acordo de fronteira marítima turco-líbio de 2019: a area pontilhada representa o traçado das fronteiras marítimas conforme estipulado pelo acordo.

Acordo Turco-Líbio sobre a Delimitação de Fronteiras Marítimas , oficialmente intitulado "Memorando de Entendimento entre a Turquia e a Líbia sobre a Delimitação das Áreas de Jurisdição Marítima no Mediterrâneo", é um acordo entre o governo da Turquia e o Governo de União Nacional da Líbia assinado em 27 de novembro de 2019 para demarcar a fronteira marítima entre os dois países no Mar Mediterrâneo.

## Contexto
O presidente turco Recep Erdogan e o presidente do Conselho Presidencial do Governo de União Nacional Fayez al-Sarraj se reuniram em Istambul assinaram dois memorandos de entendimento: o primeiro sobre segurança e cooperação militar entre os dois países e o segundo sobre soberania sobre as áreas marítimas. Os memorandos de entendimento visam melhorar as relações e a cooperação entre os dois lados.
A descoberta de vastas reservas de hidrocarbonetos na região do Mediterrâneo oriental nos anos anteriores fez a Turquia entrar em desacordos com os países costeiros: Grécia, Egito, Israel e Chipre. O acordo permitirá que Ancara reivindique seus direitos nessas áreas e ajudará e a legitimar a exploração de seus recursos.
O acordo marítimo visa estabelecer uma zona econômica exclusiva no Mar Mediterrâneo, o que significa que os signatários podem reivindicar direitos aos recursos do leito oceânico.   Este foi o primeiro acordo a ser assinado entre os dois países e, portanto, introduz uma nova dinâmica na região leste do Mar Mediterrâneo. No entanto, teme-se que o acordo possa alimentar um "confronto energético" nessa região, porque é altamente controverso. 

## Principais pontos do acordo
O acordo turco-líbio visa:
- Reforçar a segurança e a cooperação militar entre a Turquia e a Líbia;
- Manter a segurança e proteger a soberania da Líbia e aprimorar as capacidades do governo líbio no combate ao terrorismo, migração irregular e a criminalidade;
- Proteção dos direitos marítimos dos dois países, em conformidade com o direito internacional;
- Soberania sobre as áreas marinhas de maneira a proteger os direitos dos dois países dentro dos limites do direito internacional;
- Estabelecer tarefas de treinamento e educação, desenvolver uma estrutura legal e fortalecer as relações entre os exércitos turco e líbio;
- Cooperação no intercâmbio de informações de segurança entre a Líbia e o governo turco, abrangendo todos os aspectos de segurança;

No que diz respeito a zona econômica exclusiva e a plataforma continental:
- A Zona Econômica Exclusiva (ZEE) concede ao Estado costeiro o direito de se beneficiar dos recursos marinhos e do solo em uma área que não se estende a mais de 200 milhas náuticas (370 km) de sua costa;

## Reações
O acordo gerou grande controvérsia na comunidade internacional. A legitimidade e as consequências legais do acordo foram contestadas por vários países na e entre as costas marítimas turco-líbias, sendo condenado pela Grécia, Egito, Chipre, Israel, Rússia, União Europeia, Estados Unidos e Liga Árabe, além do governo rival líbio, liderado pela Câmara dos Representantes da Líbia e Khalifa Haftar, o chefe do Exército Nacional Líbio, que consideraram como uma violação do Direito Internacional Marítimo e dos Acordos de Skhirat.
Os Estados Unidos consideraram esse acordo como "provocativo" e uma ameaça à estabilidade da região. 
Segundo a União Europeia, o acordo "viola os direitos soberanos de países terceiros, não cumpre o Direito Marítimo e não pode produzir consequências legais para países terceiros".  Tanto Chipre quanto o Egito rejeitaram o acordo como "ilegal", enquanto a Grécia o considera "vazio" e "geograficamente absurdo", porque ignora a presença de Creta entre as costas turco-líbias. 

## Consequências
Após a assinatura do acordo, o governo líbio reconhecido pela Turquia e pela ONU viu um aumento na cooperação. Essa cooperação abrange desde os esforços de exploração turca offshore até o fornecimento de ajuda ao Governo do Acordo Nacional para a Segunda Guerra Civil Líbia.
Nove meses depois, em agosto de 2020, Grécia e Egito assinaram um acordo marítimo, demarcando uma zona econômica exclusiva para direitos de perfuração de petróleo e gás, para contrariar o acordo turco-líbio. 